# Публий Целий Аполлинар (консул 169 года)
Публий Целий Аполлинарис (лат. Publius Coelius Apollinaris) — римский государственный деятель второй половины II века.
Аполлинарис происходил из южноиспанской провинции Бетика. Его отцом был консул 137 года Публий Целий Бальбин Вибуллий Пий. О карьере Аполлинариса известно лишь то, что в 169 году он занимал должность ординарного консула вместе с Квинтом Помпеем Сосием Приском.